# Salvatore Soviero
Salvatore Soviero (Nola, 18 luglio 1973) è un dirigente sportivo, allenatore di calcio ed ex calciatore italiano, di ruolo portiere.

## Carriera

### Calciatore
Nato a Nola da una famiglia originaria di Palma Campania (NA), comune dov'è cresciuto, inizia la sua carriera nell'Acerrana (1990-1991), squadra campana che milita in Interregionale. 
La stagione successiva passa in Serie C1 al Nola, rimanendovi per due stagioni. Poi ancora Serie C1 con Perugia (1993-1994) e Carpi (1994-1995). Nel 1995-1996 vince con la Fermana il campionato di Serie C2 parando due rigori determinanti ai play off. La stagione successiva milita in Serie C1 ancora con la Fermana, ma a novembre viene ceduto in prestito all'Avellino, sempre in terza serie. 
Con il Cosenza vince un campionato di Serie C1 nella stagione 1997-1998.
Seguono poi esperienze biennali in serie cadetta al Genoa, alla Salernitana ed al Venezia. Il 18 aprile 2004, a causa di una controversa rissa durante la trasferta contro il Messina, subisce una maxi squalifica di cinque mesi.
Per la stagione 2004-2005 viene acquistato dalla Reggina di Walter Mazzarri, con cui esordisce in Serie A nella partita Reggina-Juventus del 6 novembre 2004, dopo aver scontato la squalifica dell'anno precedente; nel corso della stagione si alterna nel ruolo di portiere titolare con Nicola Pavarini, totalizzando 18 presenze in massima serie.
Dal 2005 al 2007 gioca in Serie B con la maglia del Crotone, indossando la maglia numero 8.
Nell'ottobre 2007 passa alla Scafatese, squadra neopromossa in Serie C2, con cui firma un contratto biennale. Tuttavia, dopo aver raggiunto  la salvezza con la formazione campana, a fine stagione non viene confermato.
Tra settembre 2008 e febbraio 2009 milita tra i dilettanti nella società umbra di Città di Castello.
Successivamente, trova un accordo con la Juve Stabia, squadra con cui, al termine della stagione, retrocede in Seconda Divisione dopo la sconfitta rimediata nei play-out contro il Virtus Lanciano. Resta a difendere i pali della compagine gialloblù anche per la stagione 2009-2010, che si conclude con la promozione diretta della formazione stabiese in Prima Divisione, disputando 22 partite di campionato.
Nel 2009 denunciò un tentativo di corruzione da parte del presidente  del Potenza.

### Allenatore
Dopo il ritiro, il 7 febbraio 2011 diviene l'allenatore della Palmese, squadra che milita nel Girone B del campionato regionale di Eccellenza Campana, prendendo il posto dell'esonerato Califano.
Nel luglio del 2012 si accorda con il Città di Castello, formazione del campionato di Eccellenza Umbra.
Nel febbraio 2013 allena il Real Volla (noto ufficiosamente come Real Nola) in Promozione Campana; la squadra termina il campionato al 13º posto, ottenendo la salvezza dopo il play-out contro la Boys Caivanese.
Nell'agosto dello stesso anno trova l'accordo con la squadra della sua città, tornando ad allenare la Palmese in Eccellenza.
Nel 2018 entra nello staff tecnico della Virtus Ottaviano.
Dal 2018 gestisce una scuola per portieri a Palma Campania e nel 2023 una scuola calcio in Argentina.
Nel 2019 è dirigente del Rieti, mentre l'anno seguente diviene supervisore dei portieri della scuola calcio Ippogrifo Sarno.
Il 25 marzo 2024 viene annunciato come coordinatore tecnico sportivo del Legnano, in Serie D. Il 7 giugno seguente, dopo la retrocessione in Eccellenza, la società lilla comunica la rescissione contrattuale di varie figure, tra cui quella dell'ex portiere campano.

## Controversie
Nel corso della propria carriera sportiva, a causa del suo temperamento irascibile e impulsivo, Soviero si è reso protagonista di numerosi episodi controversi:
- Nel campionato di Serie C1, nel 1996, durante il match di Fermana-Giulianova, Soviero, allora portiere della Fermana, scatenò un'accesa diatriba intervenendo con veemenza contro l'allenatore del Giulianova. Un dirigente, trattenendolo, cercò di fermarlo: il portiere, con un gesto violento, se lo scrollò dalla schiena facendolo cadere a terra, guadagnandosi così un'espulsione.[11]
- Durante l'incontro disputato il 13 dicembre 1999 tra Brescia e Genoa nel campionato di Serie B, Soviero, allora portiere del Genoa, riversò pesantissimi insulti in un colorito dialetto napoletano nei confronti del guardalinee, reo di aver assegnato il calcio d'angolo in favore del Brescia a seguito di una deviazione dello stesso portiere, che invece sosteneva fermamente che la palla non fosse uscita dalla linea di fondo.[12]
- Durante l'incontro disputato il 17 aprile 2004 tra Messina e Venezia nel campionato di Serie B, Soviero, allora portiere del Venezia, si scagliò con violenza contro la panchina del Messina picchiando e colpendo chiunque gli si trovasse davanti.[13] Il motivo della rabbia del portiere fu dovuto alla presunta mancanza di imparzialità da parte dell'arbitro, che aveva espulso due giocatori del Venezia e l’allenatore:[14] la prima nel primo tempo, dove fu espulso Gastón Liendo per un fallo;[14] nel secondo tempo venne espulso anche Rubén Maldonado per proteste per un calcio di rigore non accettato[14] - quest'ultimo tenta addirittura di mettergli le mani addosso ma viene fermato dallo stesso Soviero che dà ragione all'arbitro Palanca; poi è la volta dell'allenatore Angelo Gregucci.[14] A quel punto Soviero protestò ancora una volta, e l'arbitro Palanca lo cacciò via, espellendolo. In un raptus di rabbia, Soviero si scagliò contro la panchina del Messina e successivamente verso chiunque provasse a fermarlo.[14] Maurizio Rossi, centrocampista, va in porta ma la partita prosegue laconicamente: la partita termina addirittura con tre minuti di anticipo, con un 2-1 da parte del Messina.[14] Il portiere nolano venne penalizzato così con uno stop di 5 mesi.[13]
- Durante l'incontro tra Reggina e Juventus nel campionato di Serie A del 2004-2005, Soviero lanciò un insulto omofobo nei confronti di Alessandro Del Piero.[11]

## Statistiche
| Stagione           | Squadra            | Campionato         | Campionato | Campionato | Coppe nazionali | Coppe nazionali | Coppe nazionali | Totale | Totale |
| Stagione           | Squadra            | Comp               | Pres       | Reti       | Comp            | Pres            | Reti            | Pres   | Reti   |
| ------------------ | ------------------ | ------------------ | ---------- | ---------- | --------------- | --------------- | --------------- | ------ | ------ |
| 1990-1991          | Acerrana           | Int.               | 17         | -21        | CI-D            | ?               | -?              | 17+    | -21+   |
| 1991-1992          | Nola               | C1                 | 1          | 0          | CI-C            | ?               | -?              | 1+     | 0+     |
| 1992-1993          | Nola               | C1                 | 4          | -1         | CI-C            | ?               | -?              | 4+     | -1+    |
| Totale Nola        | Totale Nola        | Totale Nola        | 5          | -1         |                 | ?               | ?               | 5+     | -1+    |
| 1993-1994          | Perugia            | C1                 | 3          | -1         | CI-C            | ?               | -?              | 3+     | -1+    |
| 1994-1995          | Carpi              | C1                 | 2          | -3         | CI-C            | ?               | -?              | 2+     | -3+    |
| 1995-1996          | Fermana            | C2                 | 31         | -?         | CI-C            | ?               | -?              | 31     | -?     |
| 1996- gen. 1997    | Fermana            | C1                 | 9          | -5         | CI-C            | ?               | -?              | 9      | -5     |
| Totale Fermana     | Totale Fermana     | Totale Fermana     | 40         | -22        |                 | ?               | ?               | 40+    | -22+   |
| gen.-giu. 1997     | Avellino           | C1                 | 21         | -12        | CI-C            | 0               | 0               | 21+    | -12+   |
| 1997-1998          | Cosenza            | C1                 | 33         | -30        | CI-C            | 2               | -3              | 35     | -33    |
| 1998-1999          | Genoa              | B                  | 18         | -20        | CI              | 3               | -6              | 21     | -26    |
| 1999-2000          | Genoa              | B                  | 34         | -34        | CI              | 5               | -7              | 39     | -41    |
| Totale Genoa       | Totale Genoa       | Totale Genoa       | 52         | -69        |                 | 8               | -13             | 61     | -82    |
| 2000-2001          | Salernitana        | B                  | 37         | -38        | CI              | 6               | -8              | 43     | -46    |
| 2001-2002          | Salernitana        | B                  | 29         | -40        | CI              | 3               | -6              | 32     | -46    |
| Totale Salernitana | Totale Salernitana | Totale Salernitana | 66         | -78        |                 | 9               | -14             | 75     | -92    |
| 2002-2003          | Venezia            | B                  | 34         | -38        | CI              | 0               | -0              | 34     | -38    |
| 2003-2004          | Venezia            | B                  | 38         | -42        | CI              | 2               | -0              | 40     | -42    |
| Totale Venezia     | Totale Venezia     | Totale Venezia     | 72         | -80        |                 | 2               | -0              | 74     | -80    |
| 2004-2005          | Reggina            | A                  | 18         | -22        | CI              | 2               | -7              | 20     | -29    |
| 2005-2006          | Crotone            | B                  | 39         | -41        | CI              | 2               | -3              | 41     | -44    |
| 2006-2007          | Crotone            | B                  | 35         | -52        | CI              | 3               | -2              | 38     | -54    |
| Totale Crotone     | Totale Crotone     | Totale Crotone     | 74         | -93        |                 | 5               | -5              | 79     | -98    |
| 2007-2008          | Scafatese          | C2                 | 22         | -19        | CI-C            | ?               | -?              | 22+    | -19+   |
| 2008-gen. 2009     | Città di Castello  | Ecc.               | ?          | -?         | CI-D            | ?               | -?              | ?      | -?     |
| gen.-giu. 2009     | Juve Stabia        | 1D                 | 9+2        | -7+-2      | CI-LP           | 0               | -0              | 11     | -9     |
| 2009-2010          | Juve Stabia        | 2D                 | 22         | -?         | CI-LP           | ?               | -?              | 22+    | -?     |
| Totale Juve Stabia | Totale Juve Stabia | Totale Juve Stabia | 31         | -23        |                 | ?               | ?               | 31+    | -23+   |
| Totale carriera    | Totale carriera    | Totale carriera    | 471        | -524       |                 | ?               | -?              | 471+   | -524+  |

## Palmarès
- Serie C1: 2

Perugia: 1993-1994
Cosenza: 1997-1998
- Serie C2: 1

Juve Stabia: 2009-2010